# Circuito Brasileiro de Voleibol de Praia Feminino de 2019–20
O Circuito Brasileiro de Voleibol de Praia Feminino de 2019-20, também chamado de Circuito Banco do Brasil de Vôlei de Praia Open, é a vigésima oitava edição da principal competição nacional de Vôlei de Praia na variante feminina, iniciado em 24 de setembro de 2019.
As últimas etapas foram canceladas devido à pandemia de COVID-19, mas foi declarado a dupla campeã, pois, precisava apenas entrar em quadra de apenas uma etapa para vencer a edição.

## Resultados

### Circuito Open 2019-20
| Evento                                                                  | Ouro                                    | Prata                                   | Bronze                         | Quarto lugar                             |
| 1ª Etapa Vila Velha, Espírito Santo 24 a 29 de setembro de 2019.        | /Ágatha Bednarczuk Duda Lisboa          | / Ana Patrícia Ramos Rebecca Cavalcante | Bárbara Seixas Fernanda Berti  | /Taiana Lima Talita Antunes              |
| 2ª Etapa Cuiabá, Mato Grosso 22 a 27 de outubro de 2019.                | / Ana Patrícia Ramos Rebecca Cavalcante | Bárbara Seixas Fernanda Berti           | / Tainá Bigi Victória Tosta    | /Carol Horta Ângela Lavalle              |
| 3ª Etapa Ribeirão Preto, São Paulo (Estado) 19 a 24 de novembro de 2019 | /Taiana Lima Talita Antunes             | /Ângela Lavalle Carol Horta             | /Tainá Bigi Victória Tosta     | /Juliana Simões Aline Lebioda            |
| 4ª Etapa João Pessoa, Paraíba 22 a 27 de janeiro de 2020.               | / Ana Patrícia Ramos Rebecca Cavalcante | /Talita Antunes Carolina Solberg        | /Fernanda Berti Taiana Lima    | /Josimari Alves Juliana Felisberta Silva |
| 5ª Etapa Maceió, Alagoas 12 a 16 de fevereiro de 2020.                  | /Ágatha Bednarczuk Duda Lisboa          | /Tainá Bigi Victória Tosta              | /Fernanda Berti Taiana Lima    | / Ana Patrícia Ramos Rebecca Cavalcante  |
| 6ª Etapa Aracaju, Sergipe 4 a 8 de março de 2020.                       | / Ana Patrícia Ramos Rebecca Cavalcante | /Talita Antunes Carolina Solberg        | /Ágatha Bednarczuk Duda Lisboa | / Carol Horta Bárbara Seixas             |

## Ranking Final
| Posição           | Equipe                                    | Pontuação |
| ----------------- | ----------------------------------------- | --------- |
| Medalha de ouro   | / Ana Patrícia Ramos Rebecca Cavalcante   | 1840      |
| Medalha de prata  | / Tainá Bigi Victória Tosta               | 1720      |
| Medalha de bronze | /Josimari Alves Juliana Silva             | 1440      |
| 4                 | /Andrezza Martins Neide Sabino            | 1280      |
| 5                 | / Solange Rodrigues Ana Teresa Cavalcanti | 1180      |
| 6                 | / Ágatha Bednarczuk Duda Lisboa           | 1120      |
| 7                 | / Sandressa Miranda Rúpia Inck            | 1000      |
| 8                 | Verena Figueira Hegê Almeida              | 980       |
| 9                 | /Talita Antunes Carolina Solberg          | 960       |
| 10                | /Lucília de Mello Alana Michelly          | 940       |
| 11                | Bárbara Seixas Fernanda Berti             | 920       |
| 12                | /Carol Horta Ângela Lavalle               | 880       |

### Premiações individuais
Os destaques da temporada foramː
| MVP                     |
| Melhor Ataque           |
| Craque da Galera        |
| Melhor Bloqueio         |
| Melhor Saque            |
| Melhor Recepção/Passe   |
| Melhor Defesa           |
| Melhor Levantadora      |
| Atleta que mais evoluiu |
| Revelação               |
| Melhor Técnico          |